# Платт Люїс
Лю́іс (Лью́) Пла́тт (11 квітня 1941 — 8 вересня 2005) — виконавчий директор Hewlett-Packard у 1993-1999